# 20/20 (The Beach Boys-album)
A 20/20 a The Beach Boys tizenhatodik nagylemeze, a válogatás- és koncertalbumokat is beleszámítva a huszadik kiadványuk, egyetlen 1969-ben megjelent stúdióalbumok. Ez volt az utolsó albumuk a következő tizenhét évben, amit a Capitol Records-szal adtak ki. A nagyon színes, és művészileg érdekes album az előfutára a Beach Boys második kreatív csúcspontjának, ami a Sunflower-rel és a Surf’s Up-pal teljesedik ki.

## Felvételek
Az album a zenekar történetének egyik legellentmondásosabb albuma. Ez az első album ahol a borítón nem szerepel Brian; valamint miközben a " Do It Again" a Beach Boys második listavezető kislemeze lett az Egyesült Királyságban, addig az album másik kislemezes száma a "Bluebirds Over The Mountain" a Beach Boys leggyengébb listás helyezését produkálta az Egyesült Államokban, és csak a kislemezlista 61. helyéig jutott.
Nevét arról kapta, hogy ez volt a Beach Boys 20. lemeze, amit megjelenített (beleszámítva a három Best of the...,és a Stack-O-Tracks lemezt is). Brian növekvő mentális problémái miatt elmaradt a felvételekről, és csak néhány dal megírásában működött közre, és produceri munkát is fokozatosan az öccse Carl vette át (A 15 Big Ones-ig a „The Beach Boys” van producerként megjelölve).
Az album nyitószáma a "Do It Again", ami több szempontból is érdekesnek mondható. Egyrészt mert ebben a számban Brian és Mike visszanyúlnak a régi idők napfényes hangzásához, és újra a szörf van a szöveg középpontjában. Másrészt a dal végén halljuk a SMiLE-ból vett „műhely” motívumot, amit a SMiLE kiadatlan: "I'm In Great Shape (The Woodshop Song)" című számából kölcsönözték. Brian még két új számban működött közre az "Time to Get Alone" -ban és az "I Went to Sleep"-ben ami tulajdonképpen egy keringő, aminek a hangzásvilága a Friends albuméra emlékeztet. Az I Can Hear Music című Phil Spectortól feldolgozott dal Carl fantasztikus vokáljával az együttes utolsó top 40-es száma lett az elkövetkezendő hét évben.
Bruce Johnston is bemutatkozhatott, mint szerző a "The Nearest Faraway Place" című instrumentális szerzeményével. Ez a mű egyértelműen egy Pet Sounds inspirálta szerzemény, de már megmutatkoznak benne Bruce egyéni jellemvonásai is, ezek közül a romantikus dallamok, a motívumok variálási megoldásai, vagy a fantasztikus és különleges hangszerelés, amit később visszahallhatunk például az "Endless Harmony" vagy a Sunfloweren található "Tears in the Morning" dalában.
A Friends albumon bemutatkozott Dennis mint szerző, ismét több dallal járult hozzá az albumhoz. Ezek közül talán a "Never Learn Not to Love"-ot érdemes megemlíteni, ami talán az album legvitatottabb mozzanata. A dalt eredetileg Charles Manson írta "Cease To Exist" névem, és miután Dennis elvégzett a szövegen pár módisítást végül egyedül az ő nevén jelent meg, ami állítólag igencsak felzaklatta Mansont.
Al Jardine is nagymértékben járult hozzá az albumhoz, amikor is a Sloop John B mellett egy másik folklór dalt ajánlotta Briannek, hogy dolgozza fel a zenekar. A Cottonfields (az utolsó Capitol Records-szal kiadott kislemez) bár Amerikában nem volt sikeres, nemzetközileg több ország listájának az első helyén végzett: Ausztrália, Észak-Afrika, Svédország és Norvégia.
A lemez két még a SMiLE idején rögzített ám meg nem jelent dalt tartalmaz, a "Cabinessence"-t és az "Our Prayer"-t, ami olyan különleges dalkollekciót alkot, amit semelyik más Beach Boys albumon nem találunk.
Kiadásakor kissé jobb eladási adatokat produkált mint a Friends, és a nagylemezlista 68. helyéig jutott az USA-ban, viszont Angliában komoly közönségsikert könyvelhetett el magának, mivel ott a 3. helyig menetelt az album.

## Számlista
| 1. | Do It Again                 | Brian Wilson/Mike Love                  | Mike Love/Carl Wilson         | 2:25 |
| 2. | I Can Hear Music            | Jeff Barry/Ellie Greenwich/Phil Spector | C. Wilson                     | 2:36 |
| 3. | Bluebirds Over the Mountain | Ersel Hickey                            | Love/C. Wilson/Bruce Johnston | 2:51 |
| 4. | Be with Me                  | Dennis Wilson                           | Dennis Wilson                 | 3:08 |
| 5. | All I Want to Do            | D. Wilson/Steve Kalinich                | Love                          | 2:02 |
| 6. | The Nearest Faraway Place   | Bruce Johnston                          | instrumental                  | 2:39 |

| 1. | Cotton Fields (The Cotton Song) | Huddie Ledbetter         | Al Jardine                  | 2:21 |
| 2. | I Went to Sleep                 | B. Wilson/Carl Wilson    | Brian Wilson/C. Wilson      | 1:36 |
| 3. | Time to Get Alone               | B. Wilson                | C. Wilson/B. Wilson/Jardine | 2:40 |
| 4. | Never Learn Not to Love         | D. Wilson                | D. Wilson                   | 2:31 |
| 5. | Our Prayer                      | B. Wilson                | mindenki                    | 1:07 |
| 6. | Cabinessence                    | B. Wilson/Van Dyke Parks | C. Wilson/Love              | 3:34 |

### Kislemezek
- "Do it Again" b/w "Wake the World" (Friends-ről) (Capitol 2239), 1968. Július 8. US #20; UK #1
- "Bluebirds over the Mountain" b/w "Never Learn Not to Love" (Capitol 2360), 1968. December 2. US #61; UK #33
- "I Can Hear Music" b/w "All I Want to Do" (Capitol 2432), 1969. Március 3. US #24; UK #10
- "Break Away" b/w "Celebrate the News" (Capitol 2530), 1969. Június 16. US #63; UK #6
- "Cottonfields" b/w "The Nearest Faraway Place" (Capitol 2765), 1970. Április 20. US #103; UK #2